# Natação nos Jogos Insulares de 2023
As competições de natação nos Jogos Insulares de 2023 foram disputadas em Saint Peter Port, em Guernsey, entre os dias 11 e 13 de julho. Foram realizados um total de quarenta e cinco eventos, entre masculino, feminino e disputa mista. As competições de natação ocorreram no Beau Sejour Leisure Centre.

## Participantes
- Åland
- Anglesey
- Gibraltar
- Gotland
- Gozo
- Groelândia
- Guernsey (Anfitrião)
- Ilha de Man
- Ilha de Wight
- Ilhas Cayman
- Ilhas Faroé
- Ilhas Malvinas
- Ilhas Ocidentais
- Jersey
- Minorca
- Orkney
- Santa Helena
- Shetland

## Medalhistas

### Masculino
| Evento                     | Ouro                                                                       | Ouro     | Prata                                                                         | Prata    | Bronze                                                                                          | Bronze   |
| -------------------------- | -------------------------------------------------------------------------- | -------- | ----------------------------------------------------------------------------- | -------- | ----------------------------------------------------------------------------------------------- | -------- |
| 50 m livre                 | Joel Watterson Ilha de Man                                                 | 22.93    | George Storey Jersey                                                          | 23.30    | Oliver Brehaut Jersey                                                                           | 23.60    |
| 100 m livre                | Joel Watterson Ilha de Man                                                 | 50.01    | Oliver Brehaut Jersey                                                         | 50.45    | Bartal Erlingsson Eidesgaard Ilhas Faroé                                                        | 51.09    |
| 200 m livre                | Peter Allen Ilha de Man                                                    | 1:51.89  | Bartal Erlingsson Eidesgaard Ilhas Faroé                                      | 1:52.52  | Matthew Deffains Jersey                                                                         | 1:53.32  |
| 400 m livre                | Isaac Dodds Jersey                                                         | 3:57.01  | Matthew Deffains Jersey                                                       | 3:59.78  | Líggjas Joensen Ilhas Faroé                                                                     | 4:00.24  |
| 800 m livre                | Isaac Dodds Jersey                                                         | 8:13.03  | Líggjas Joensen Ilhas Faroé                                                   | 8:17.63  | Heini Mohr Askham Ilhas Faroé                                                                   | 8:21.19  |
| 1500 m livre               | Líggjas Joensen Ilhas Faroé                                                | 15:54.63 | Heini Mohr Askham Ilhas Faroé                                                 | 15:57.45 | Will Sellars Ilhas Cayman                                                                       | 16:11.60 |
| 50 m costas                | Robert Jones Jersey                                                        | 26.26    | Thomas Hollingsworth Guernsey                                                 | 26.29    | Joel Watterson Ilha de Man                                                                      | 26.34    |
| 100 m costas               | Robert Jones Jersey                                                        | 55.87    | Thomas Hollingsworth Guernsey                                                 | 56.81    | Will Sellars Ilhas Cayman                                                                       | 57.69    |
| 200 m costas               | Will Sellars Ilhas Cayman                                                  | 2:03.92  | Thomas Hollingsworth Guernsey                                                 | 2:05.51  | Luke Fleming Jersey                                                                             | 2:09.22  |
| 50 m peito                 | Charlie-Joe Hallett Guernsey                                               | 28.11    | Ronny Hallett Guernsey                                                        | 28.17    | Róland Toftum Ilhas Faroé                                                                       | 29.05    |
| 100 m peito                | Ronny Hallett Guernsey                                                     | 1:01.70  | Charlie-Joe Hallett Guernsey                                                  | 1:02.29  | Bartal Erlingsson Eidesgaard Ilhas Faroé                                                        | 1:03.78  |
| 200 m peito                | Ronny Hallett Guernsey                                                     | 2:17.89  | Elias Lyth Gotland                                                            | 2:18.27  | Bartal Erlingsson Eidesgaard Ilhas Faroé                                                        | 2:19.49  |
| 50 m borboleta             | Joel Watterson Ilha de Man                                                 | 24.39    | Peter Allen Ilha de Man                                                       | 24.93    | Robert Jones Jersey                                                                             | 25.39    |
| 100 m borboleta            | Peter Allen Ilha de Man                                                    | 55.09    | Robert Jones Jersey                                                           | 55.40    | Jake Bailey Ilhas Cayman                                                                        | 56.49    |
| 200 m borboleta            | Isaac Dodds Jersey                                                         | 1:59.94  | Peter Allen Ilha de Man                                                       | 2:01.94  | Isak Dag Brisenfeldt Ilhas Faroé                                                                | 2:03.70  |
| 100 m medley               | Robert Jones Jersey                                                        | 56.59    | Charlie-Joe Hallett Guernsey                                                  | 57.46    | Ronny Hallett Guernsey                                                                          | 57.66    |
| 200 m medley               | Isaac Dodds Jersey                                                         | 2:02.04  | Robert Jones Jersey                                                           | 2:02.88  | Charlie-Joe Hallett Guernsey                                                                    | 2:07.94  |
| 400 m medley               | Isaac Dodds Jersey                                                         | 4:20.07  | Thomas Deffains Jersey                                                        | 4:28.04  | Will Sellars Ilhas Cayman                                                                       | 4:33.40  |
| Revezamento 4x50 m livre   | Oliver Brehaut Isaac Dodds Robert Jones George Storey Jersey               | 1:32.96  | Peter Allen Benjamin Kebbell Carrick Thompson Joel Watterson Ilha de Man      | 1:33.09  | Jonathan Beck Owain Edwards Charlie-Joe Hallett Ronny Hallett Guernsey                          | 1:35.20  |
| Revezamento 4x100 m livre  | Peter Allen Benjamin Kebbell Carrick Thompson Ilha de Man                  | 3:24.19  | Oliver Brehaut Matthew Deffains Isaac Dodds Robert Jones George Storey Jersey | 3:25.24  | Heini Mohr Askham Isak Dag Brisenfeldt Bartal Erlingsson Eidesgaard Líggjas Joensen Ilhas Faroé | 3:27.28  |
| Revezamento 4x50 m medley  | Peter Allen Benjamin Kebbell Alexander Turnbull Joel Watterson Ilha de Man | 1:42.82  | Oliver Brehaut Isaac Dodds Robert Jones George Storey Jersey                  | 1:43.08  | Jonathan Beck Charlie-Joe Hallett Ronny Hallett Thomas Hollingsworth Guernsey                   | 1:43.80  |
| Revezamento 4x100 m medley | Oliver Brehaut Matthew Deffains Isaac Dodds Robert Jones Jersey            | 3:45.30  | Jonathan Beck Charlie-Joe Hallett Ronny Hallett Thomas Hollingsworth Guernsey | 3:46.91  | Peter Allen Benjamin Kebbell Alexander Turnbull Joel Watterson Ilha de Man                      | 3:47.29  |

### Feminino
| Evento                     | Ouro                                                               | Ouro     | Prata                                                                                            | Prata    | Bronze                                                               | Bronze   |
| -------------------------- | ------------------------------------------------------------------ | -------- | ------------------------------------------------------------------------------------------------ | -------- | -------------------------------------------------------------------- | -------- |
| 50 m livre                 | Alison Jackson Ilhas Cayman                                        | 26.07    | Hannah Jones Guernsey                                                                            | 26.69    | Alisa Bech Vestergård Ilhas Faroé                                    | 26.70    |
| 100 m livre                | Gemma Atherley Jersey                                              | 57.35    | Alison Jackson Ilhas Cayman                                                                      | 57.51    | Alisa Bech Vestergård Ilhas Faroé                                    | 57.83    |
| 200 m livre                | Gemma Atherley Jersey                                              | 2:02.79  | Alisa Bech Vestergård Ilhas Faroé                                                                | 2:04.29  | Alison Jackson Ilhas Cayman                                          | 2:05.46  |
| 400 m livre                | Kyra Rabess Ilhas Cayman                                           | 4:15.78  | Eyðrið Mortensen Ilhas Faroé                                                                     | 4:20.41  | Orla Rabey Guernsey                                                  | 4:21.86  |
| 800 m livre                | Kyra Rabess Ilhas Cayman                                           | 8:46.33  | Eyðrið Mortensen Ilhas Faroé                                                                     | 9:00.04  | Clara Ginnis Jersey                                                  | 9:05.84  |
| 1500 m livre               | Kyra Rabess Ilhas Cayman                                           | 17:01.45 | Eyðrið Mortensen Ilhas Faroé                                                                     | 17:18.94 | Clara Ginnis Jersey                                                  | 17:25.31 |
| 50 m costas                | Elisabeth Erlendsdóttir Ilhas Faroé                                | 28.49    | Tatiana Tostevin Guernsey                                                                        | 28.83    | Gemma Atherley Jersey                                                | 29.07    |
| 100 m costas               | Elisabeth Erlendsdóttir Ilhas Faroé                                | 1:01.07  | Gemma Atherley Jersey                                                                            | 1:01.65  | Tatiana Tostevin Guernsey                                            | 1:02.39  |
| 200 m costas               | Elisabeth Erlendsdóttir Ilhas Faroé                                | 2:12.38  | Gemma Atherley Jersey                                                                            | 2:13.98  | Tatiana Tostevin Guernsey                                            | 2:15.08  |
| 50 m peito                 | Laura Kinley Ilha de Man                                           | 32.13    | Laura Le Cras Guernsey                                                                           | 32.22    | Jasmin Smith Shetland                                                | 32.74    |
| 100 m peito                | Laura Kinley Ilha de Man                                           | 1:09.50  | Jasmin Smith Shetland                                                                            | 1:12.04  | Asia Kent Gibraltar                                                  | 1:12.48  |
| 200 m peito                | Asia Kent Gibraltar                                                | 2:34.30  | Lea Osberg Højsted Ilhas Faroé                                                                   | 2:37.24  | Grace Poynter Ilha de Wight                                          | 2:37.72  |
| 50 m borboleta             | Orla Rabey Guernsey                                                | 28.00    | Molly Staples Guernsey                                                                           | 28.86    | Ellen Woivalin Åland                                                 | 28.91    |
| 100 m borboleta            | Orla Rabey Guernsey                                                | 1:01.16  | Gemma Atherley Jersey                                                                            | 1:02.72  | Siena Stephens Jersey                                                | 1:04.07  |
| 200 m borboleta            | Orla Rabey Guernsey                                                | 2:16.26  | Jóhanna Ólavsdóttir Ilhas Faroé                                                                  | 2:22.09  | Clara Ginnis Jersey                                                  | 2:23.71  |
| 100 m medley               | Abigail Lacey Ilha de Wight                                        | 1:05.09  | Laura Kinley Ilha de Man                                                                         | 1:05.41  | Laura Le Cras Guernsey                                               | 1:05.74  |
| 200 m medley               | Megan Hansford Jersey                                              | 2:20.98  | Abigail Lacey Ilha de Wight                                                                      | 2:21.29  | Oriana Wheeler Guernsey                                              | 2:21.97  |
| 400 m medley               | Oriana Wheeler Guernsey                                            | 4:54.94  | Clara Ginnis Jersey                                                                              | 4:58.55  | Eyðrið Mortensen Ilhas Faroé                                         | 5:00.96  |
| Revezamento 4x50 m livre   | Hannah Jones Laura Le Cras Orla Rabey Tatiana Tostevin Guernsey    | 1:44.92  | Veronika Fankina Alison Jackson Sarah Jackson Kyra Rabess Ilhas Cayman                           | 1:47.07  | Gemma Atherley Megan Hansford Elizabeth Powell Siena Stephens Jersey | 1:47.31  |
| Revezamento 4x100 m livre  | Gemma Atherley Megan Hansford Siena Stephens Alana Woodhall Jersey | 3:51.19  | Veronika Fankina Alison Jackson Sarah Jackson Kyra Rabess Ilhas Cayman                           | 3:52.20  | Laura Le Cras Ailish Rabey Orla Rabey Tatiana Tostevin Guernsey      | 3:52.64  |
| Revezamento 4x50 m medley  | Hannah Jones Laura Le Cras Orla Rabey Tatiana Tostevin Guernsey    | 1:54.11  | Elisabeth Erlendsdóttir Lea Osberg Højsted Jóhanna Ólavsdóttir Alisa Bech Vestergård Ilhas Faroé | 1:58.34  | Gemma Atherley Erin Goodbody Megan Hansford Siena Stephens Jersey    | 1:59.16  |
| Revezamento 4x100 m medley | Laura Le Cras Ailish Rabey Orla Rabey Tatiana Tostevin Guernsey    | 4:14.30  | Elisabeth Erlendsdóttir Lea Osberg Højsted Jóhanna Ólavsdóttir Alisa Bech Vestergård Ilhas Faroé | 4:18.71  | Gemma Atherley Erin Goodbody Megan Hansford Alana Woodhall Jersey    | 4:18.76  |

### Misto
| Evento                   | Ouro                                                            | Ouro    | Prata                                                              | Prata   | Bronze                                                              | Bronze  |
| ------------------------ | --------------------------------------------------------------- | ------- | ------------------------------------------------------------------ | ------- | ------------------------------------------------------------------- | ------- |
| Revezamento 4x50 m livre | Gemma Atherley Megan Hansford Robert Jones George Storey Jersey | 1:38.30 | Charlie-Joe Hallett Ronny Hallett Hannah Jones Orla Rabey Guernsey | 1:38.47 | Jake Bailey Thomas Ferguson Alison Jackson Kyra Rabess Ilhas Cayman | 1:38.67 |

## Quadro de medalhas
Atualizado em 26 de janeiro de 2024
| Pos                 | Equipe              | Ouro | Prata | Bronze | Total |
| 1                   | Jersey              | 15   | 12    | 12     | 39    |
| 2                   | Guernsey            | 10   | 12    | 10     | 32    |
| 3                   | Ilha de Man         | 9    | 4     | 2      | 15    |
| 4                   | Ilhas Cayman        | 5    | 3     | 6      | 14    |
| 5                   | Ilhas Faroé         | 4    | 11    | 11     | 26    |
| 6                   | Ilha de Wight       | 1    | 1     | 1      | 3     |
| 7                   | Gibraltar           | 1    | 0     | 1      | 2     |
| 8                   | Shetland            | 0    | 1     | 1      | 2     |
| 9                   | Gotland             | 0    | 1     | 0      | 1     |
| 10                  | Åland               | 0    | 0     | 1      | 1     |
| Totais (10 Equipes) | Totais (10 Equipes) | 45   | 45    | 45     | 135   |